# Église Saint-Nicolas d'Oostduinkerke
L'église Saint-Nicolas est un édifice religieux catholique sis dans le village côtier d'Ostdunkerque (en néerlandais : Oostduinkerke) en Belgique.
L'église est construite en 1952 sur un projet de l'architecte Jean Gilson en remplacement (mais sur un site différent) de l'ancienne église paroissiale, détruite au début de la seconde guerre mondiale. Elle se trouve entre Ostdunkerque-Village et Ostdunkerque-Bains.

## Ancienne église

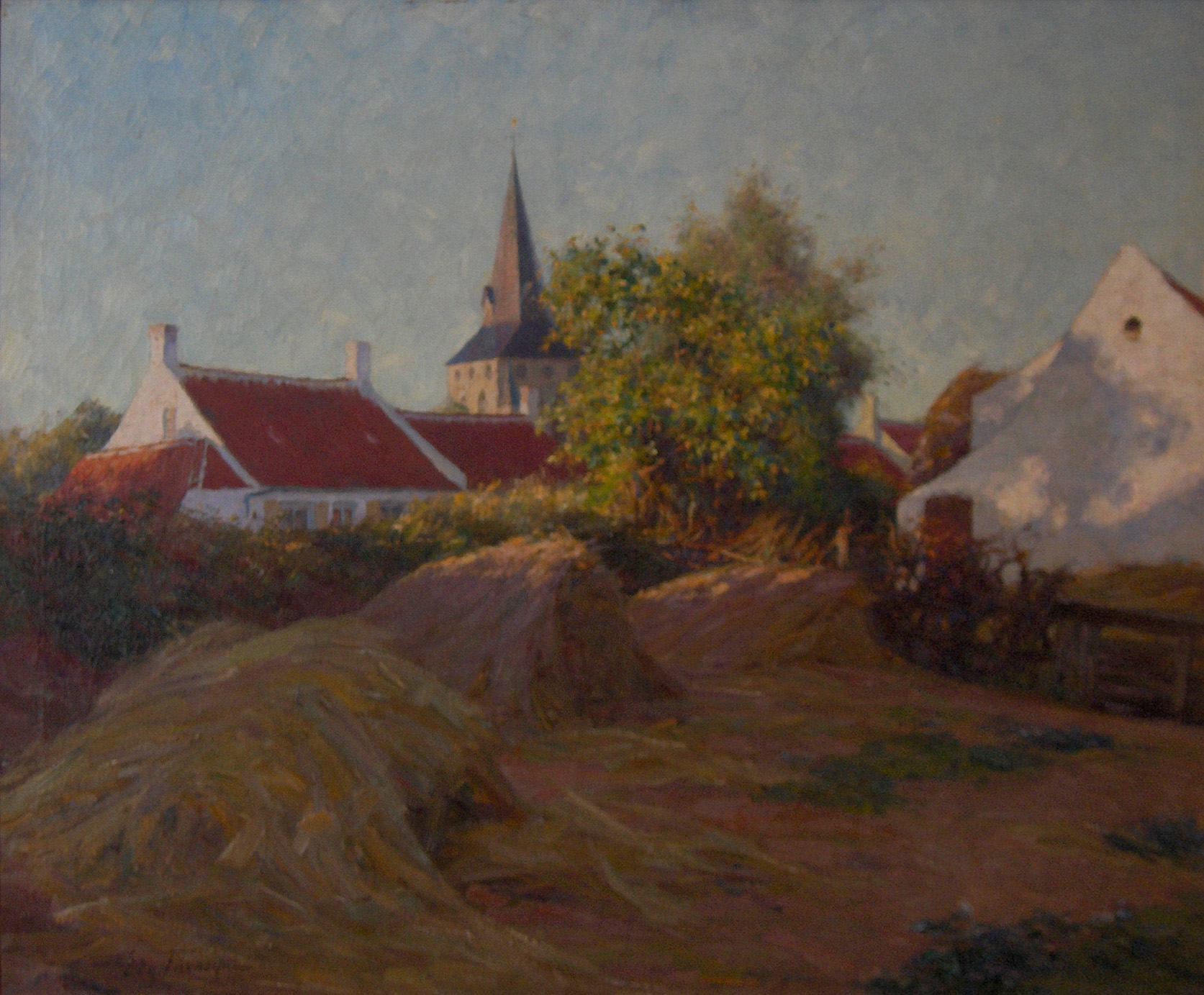
L'ancienne église, telle que représentée sur une toile d'Edgard Farasyn

L'église d'origine était plus à l'intérieur des terres, où se trouve actuellement le musée de la pêche. Lors de la construction du nouveau musée de la pêche en 2005, des vestiges de la première église de pêcheurs furent découverts. De style roman elle datait du XIIIe siècle. Cette église de village d'origine fut endommagée à plusieurs reprises, notamment après la rupture de la digue en 1475 et lors des cinq pillages de 1566 à 1793. Chaque fois elle fut restaurée. Bombardée, le 22 juin 1915, durant la Première Guerre mondiale, et de nouveau en mai 1940, durant la Seconde Guerre mondiale, elle fut complètement détruite par une bombe incendiaire.

## Nouvelle église
Pour la nouvelle église, l'architecte Jean Gilson a imaginé une tour-clocher ouest de 38 mètres de haut, reliée à la nef de l’église par une galerie couverte, carrée, à la façon d'un cloître, formant une cour intérieure en son sein. Un impressionnant Christ monumental de 13,5 mètres de haut, représenté crucifié à même la tour de l'église Saint-Nicolas, attire immédiatement l'attention. Il pèse pas moins de quatre tonnes et est la plus grande œuvre en terre cuite jamais crée. Tout comme celui de 3,5 mètres de haut se trouvant au-dessus de l'autel, cette crucifixion monumentale est œuvre de l'artiste tchèque Arnost Gause (nl).

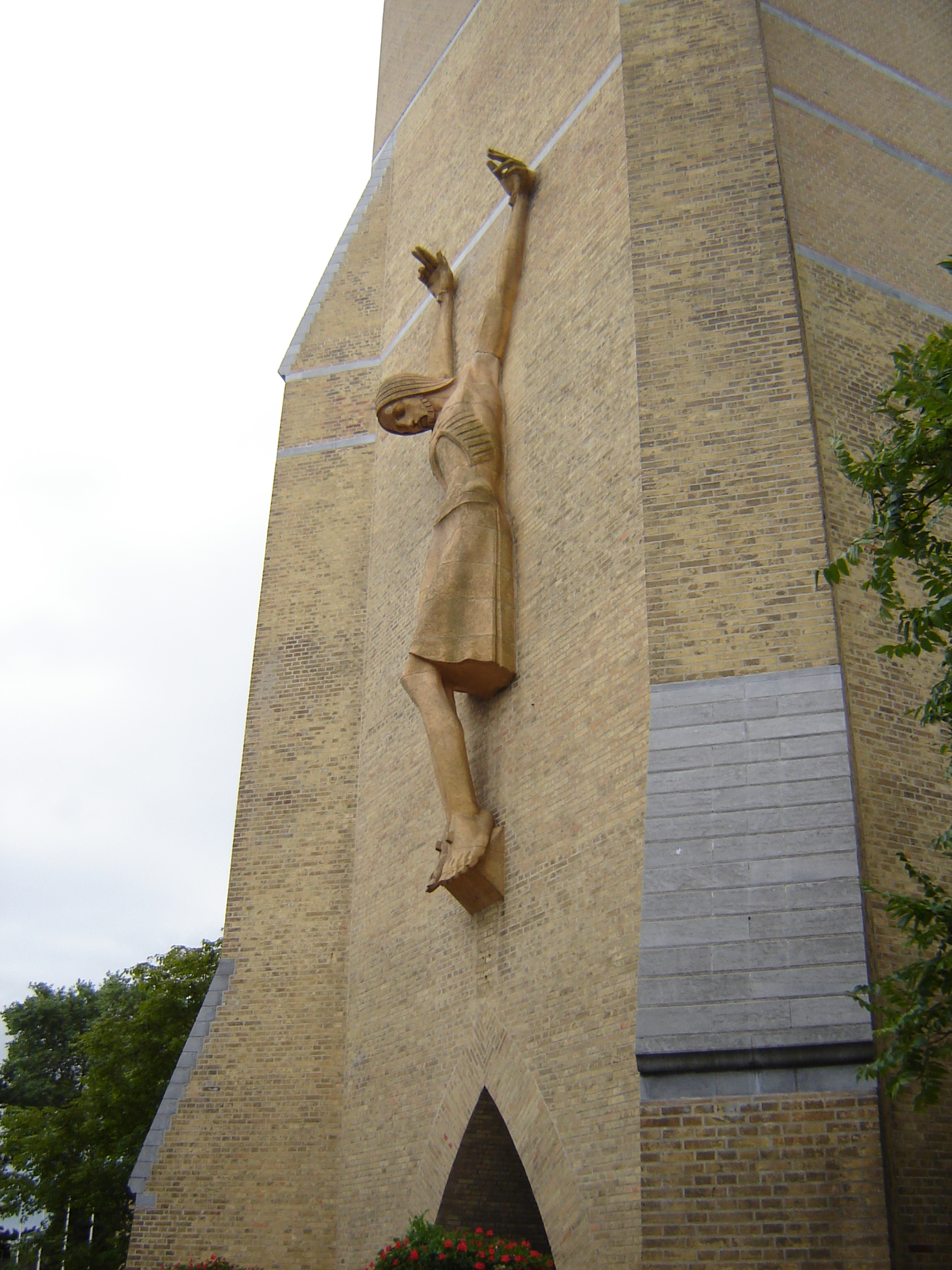
La crucifixion monumentale, sur la tour

### Style
Gilson a construit l'église dans un style moderne, inspiré du néogothique. L'église sur la zone de dunes du Witte Burg, entre le village et la mer, est construite avec des briques jaunes régionales aux couleurs chaudes du sable. La tour de 38 m évoque, entre autres, les églises de polders flamands de Damme , Lissewege et Wulpen .

### Intégration au milieu côtier
La clôture du chœur est ornée de l'image de saint Nicolas. Les stations du chemin de croix sont en  céramique. Une image d'un pêcheur à cheval d'Ostdunkerque et un modèle réduit de bateau rappellent le fait que saint Nicolas est le saint patron des skippers et des pêcheurs. Outre l'église, le Monument aux morts, d'Oscar Jespers, une variante de la Piéta, y est exposé depuis 2008.